# Guerra de Samos
La guerra de Samos (440-439 a. C.) fue un conflicto militar de la Antigua Grecia entre la polis de Atenas y la isla de Samos. La guerra se originó por la intervención ateniense en una disputa territorial entre Samos y Mileto por la posesión de Priene. Cuando los samios rehusaron interrumpir sus ataques sobre Mileto, los atenienses expulsaron al gobierno oligárquico de Samos e instalaron una guarnición en la ciudad. Los oligarcas no tardaron en regresar con la ayuda de los persas.  
Fue enviada entonces una gran flota para sofocar la agitación, que derrotó a los samios y bloqueó el acceso a la ciudad, pero Pericles, que estaba al mando, se vio obligado a conducir una sustancial porción de la flota hacia el sur, ante la aproximación de la flota persa. Aunque los persas regresaron antes de que las dos flotas se encontraran, la ausencia de la mayor parte de la flota ateniense permitió a los samios repeler al resto de sitiadores y controlar durante dos semanas las aguas que rodeaban la isla. Cuando Pericles regresó, los atenienses habían vuelto a bloquear y sitiar Samos. La ciudad se rindió nueve meses después. Bajo los términos de la capitulación, los samios demolieron sus murallas, entregaron los rehenes y su flota, y fueron obligados a pagar una indemnización de guerra a Atenas durante los siguientes 26 años.
Durante el curso de la guerra, los samios habían pedido, aparentemente, ayuda a Esparta, la cual inicialmente estaba dispuesta a concederla, pero se lo impidió, principalmente, la falta de voluntad de Corinto de participar en una guerra contra Atenas en ese momento. En 433 a. C., cuando Corcira requirió ayuda a Atenas contra Corinto, los corintios recordarían a los atenienses la buena voluntad que habían mostrado entonces.

## Preludio y disputa

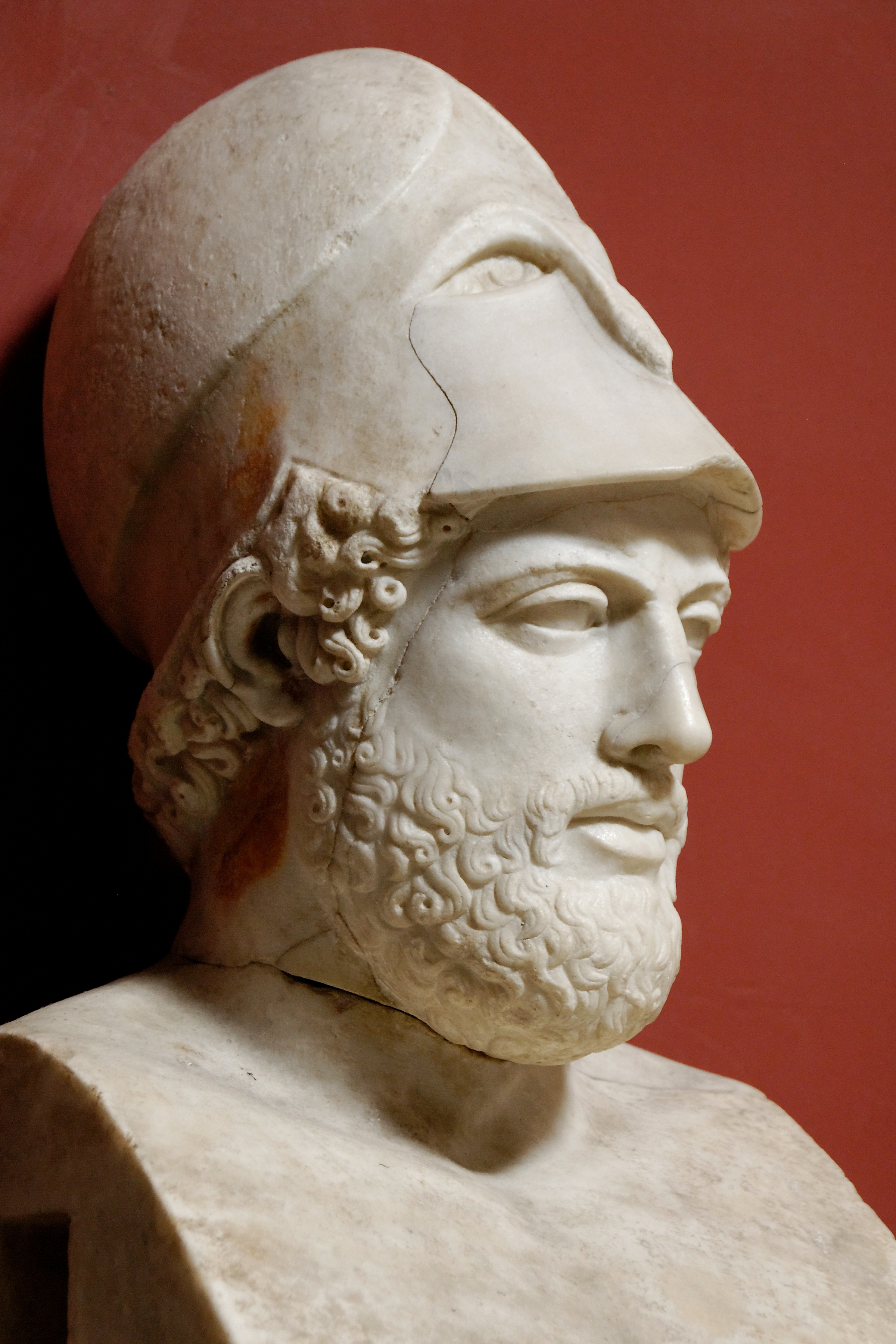
Pericles.

En 440 a. C. Samos, como ya se ha indicado, estaba en guerra con Mileto por la posesión de Priene, una antigua ciudad de Jonia en las laderas del monte Mícala. Derrotados en la guerra, los milesios fueron a Atenas para quejarse de los samios. Mileto eran militarmente débil, puesto que había sido obligado al desarme y a pagar tributo como consecuencia de haberse rebelado en dos ocasiones contra Atenas, la primera en la década del 450 y la segunda en 446 a. C.; Samos, mientras tanto, era uno de los tres únicos estados completamente independientes de la Liga de Delos. Los atenienses, por razones sobre las que los eruditos continúan debatiendo (algunos creen que los atenienses estaban influenciados por el deseo de proteger la democracia milesia contra los oligarcas samios, mientras que otros creen que estaban preocupados por la credibilidad de su gobierno si dejaban de proteger a un estado que ellos mismos habían desarmado, intervenieron poniéndose de parte de Mileto. 
Una escuadra de cuarenta trirremes, comandada por Pericles, fue enviada a Samos; Pericles estableció un gobierno democrático, y después de tomar 100 rehenes de la isla de Lemnos y dejar una guarnición en Samos, regresó a Atenas. Dada la extraordinaria facilidad con que se consiguió, sobre todo en comparación con la férrea resistencia que los samios ofrecieron después, es evidente que no habían esperado una respuesta tan dura de los atenienses.

## Rebelión
El asentamiento que a continuación se realizó no duró mucho tiempo. Un grupo de oligarcas huyeron al continente  protegidos por Pisutnes, el sátrapa persa de Lidia, que les proporcionó mercenarios y rescató a los rehenes instalados en Lemnos. Con las manos libres, los oligarcas, en colaboración con sus aliados de la ciudad, la invadieron con 700 mercenarios, vencieron a los demócratas y entregaron a todos los atenienses de la ciudad a Pisutnes. Atenas hubo de enfrentarse a una seria crisis por la abierta revuelta de un poderoso estado sometido, y la situación se agravó con revueltas simultáneas en otras partes del imperio, siendo la más crítica la ocurrida en Bizancio; mientras tanto, la poderosa polis de Mitilene estaba lista para rebelase con la promesa de la ayuda espartana. Los atenienses, inmediatamente, enviaron 60 barcos para hacerse con el control en el Egeo. Dieciséis barcos fueron encargados de varias misiones independientes, y quedaron 44 para hacer frente a la flota samia de 50 trirremes y 20 transportes. En la batalla de la isla de Tragia, los atenienses resultaron victoriosos, y pronto los samios se encontraron sitiados por tierra y mar. Los atenienses construyeron murallas alrededor de la ciudad de Samos, y mientras tanto llegaron 60 barcos de refuerzo de Atenas, Quíos, y Lesbos.
En este punto, con la rebelión aparentemente bajo control, Pericles fue informado de que la flota persa estaba de camino para atacarle y, tomando 60 naves, navegó hacia Caria para buscarla. En su ausencia los samios hicieron una salida y ahuyentaron a los atenienses. Durante 14 días gobernaron el mar y trajeron suministros, trascurridos los cuales Pericles regresó y restableció el bloqueo. El asedio duró 9 meses, y al final los samios se rindieron, derribaron sus murallas, su gobierno fue convertido en una democracia, entregaron su flota y convinieron el pago de una indemnización de guerra de 1.300 talentos durante un periodo de 26 años. El final de las revueltas en otros sitios del imperio llegó rápidamente tras esta victoria.

## Esparta
Aunque Atenas consiguió restaurar el orden en su imperio, la situación en 440 a. C. se tornó difícil ante la amenaza de la intervención espartana. Tucídides refiere que en 433 a. C., cuando los embajadores corintios y corcireos estaban exponiendo en Atenas sus argumentos sobre la petición de ayuda solicitada por Corcira contra Corinto, los corintios señalaron que en 440 a. C., «cuando el resto de los peloponesios estaban divididos  sobre si debían ayudarles [a los samios], no votamos en contra vuestra, sino que nos opusimos abiertamente proclamando que cada ciudad era libre de castigar a sus propios aliados». Los historiadores modernos, en general, lo consideran como un informe exacto, y lo han empleado para decir que Esparta estaba dispuesta a ir a la guerra contra Atenas, pero que los corintios, cuya poderosa marina de guerra habría sido necesaria a los peloponesios para participar eficazmente en esa guerra, desbarataron el plan con su oposición.